# OV-bureau Groningen Drenthe
Het OV-bureau Groningen Drenthe (OV-bureau) is een samenwerkingsverband van de Nederlandse provincies Groningen en Drenthe en de gemeente Groningen. Deze instantie ontwikkelt, organiseert en beheert sinds 1 april 2005 het openbaar vervoer per bus in deze gebieden. Het OV-bureau is niet verantwoordelijk voor de Noordelijke Nevenlijnen en concessie-overschrijdende buslijnen van bijvoorbeeld Qbuzz Fryslân en RRReis.

## Taken en bevoegdheden
De opdracht aan het OV-bureau is het bereikbaar houden van steden en platteland in de twee provincies door middel van openbaar vervoer per autobus en het daardoor verminderen van files in het wegverkeer.
Het openbaar vervoer in Groningen en Drenthe is opgedeeld in de volgende busconcessies:
- GD-concessie
  - Stads- en streekvervoer in Groningen
  - Stads- en streekvervoer in Drenthe
- Publiek vervoer
  - Centraal-Groningen
  - Zuidwest-Groningen
  - Noord-Groningen
  - Oost-Groningen
  - Noord- en Midden-Drenthe
  - Zuidwest-Drenthe
  - Zuidoost-Drenthe

Binnen de vorige concessies (tot 15 december 2019) waren enkele HOV-lijnen apart aanbesteed. Dit gold voor bijvoorbeeld Qliners 304, 305 en 314.

### Strategisch vastgoedmanagement
Ten behoeve van de continuïteit van het noordelijke openbaar busvervoer beheert het OV-bureau twee busstallingen in zijn concessiegebied. De vervoerder huurt deze busstallingen van het OV-bureau.

#### Stalling Groningen
De busstalling te Groningen is gevestigd aan de Peizerweg, ter hoogte van het voormalige terrein van Iederz. De busstalling ligt tevens aan de busbaan (Peizerbaan) en bevindt zich dichter bij het Hoofdstation dan de oude stalling aan de Bornholmstraat. Op zondag 13 december 2015 vertrokken de eerste bussen van deze stalling.
In de opeenvolgende maanden werd het pand geschikt gemaakt voor het stallen van zo’n 120 bussen. Daarbij werd al rekening gehouden met toekomstige ontwikkelingen, door in de vloer extra mantelbuizen te leggen voor een laadinfrastructuur voor eventuele elektrische bussen. Naast de remise is ook een overdekte tank- en wasgelegenheid. Het kantoorpersoneel en chauffeurs krijgen een eigen gebouw, met onder andere kantinevoorzieningen.
Aan de busbaan op de Peizerweg werd ook een nieuwe halte gerealiseerd met een looproute naar de bedrijven aan de Peizerweg.

Wethouder Philip Broeksma van de gemeente Groningen verricht de eerste sloophandeling op het voormalige pand van Iederz aan de Peizerweg in Groningen.

In september 2023 werd bekend dat de busstalling aan de Peizerweg zal worden uitgebreid. Het resterende terrein van Iederz, wat in zijn geheel ging verhuizen naar de Bornholmstraat, zal klaargemaakt worden om te dienen als (extra) stal- en oplaadruimte voor de nieuwe vloot elektrische bussen die instroomt in de periode tussen 2024 en 2026. Er zal ruimte zijn voor 160 bussen. Op 10 januari 2024 werd officieel begonnen met het slopen van het voormalige pand van Iederz, waarbij wethouder Philip Broeksma van de gemeente Groningen de eerste sloophandeling mocht uitvoeren.

#### Stalling Emmen
Het OV-bureau heeft in 2019 een nieuwe busstalling gebouwd in Emmen, geschikt voor ruim zestig bussen. De remise is gelegen aan de Tweede Bokslootweg en is in gebruik sinds november van dat jaar. 
Bij de remise is een overdekte tank- en wasgelegenheid en er is een eigen gebouw voor kantoorpersoneel en chauffeurs, met onder andere kantinevoorzieningen.

## Kaarten en reisproducten
Het OV-bureau is opbrengstverantwoordelijk binnen zijn concessies, wat betekent dat de reizigersopbrengsten toekomen aan het OV-bureau. Als opbrengstverantwoordelijke partij houdt het OV-bureau zich ook bezig met het ontwikkelen van (lokale) kaartproducten en -abonnementen.

### OV-chipkaart
De invoering van de OV-chipkaart in Groningen en Drenthe heeft plaatsgevonden per 16 maart 2011. Oorspronkelijk zou de chipkaart al in oktober 2010 ingevoerd worden, maar doordat de chipkaartapparatuur niet op tijd kon worden geleverd werd de invoering uitgesteld, in eerste instantie tot begin december 2010, en later tot nader order. Voor elke maand dat de ingebruikname langer duurde, heeft het OV-bureau een boete van 50.000 euro opgelegd.
OV-chipkaarthouders in Groningen en Drenthe kregen van 10 juli 2013 t/m 3 september 2013 bij alle soorten OV-chipkaarten een korting van 25% op de ritprijs.

#### 40/4 voordeelproduct
Tussen 26 juli 2014 en 31 december 2017 kon een zogeheten 40/4 voordeelproduct bij Qbuzz worden gekocht. Dit product geeft op werkdagen na 9 uur 40% korting, in het weekend en tijdens de schoolvakanties de hele dag en kost €4,- per maand. De leeftijdskorting op werkdagen voor 9 uur (-12 jaar en 65+) komt hierdoor te vervallen. Per 1 mei 2017 is dit voordeelproduct ook voor 7:00 uur geldig. Dit product is niet geldig in combinatie met andere abonnementen of kortingsproducten en is alleen geldig in bussen van de provincies Groningen en Drenthe, behalve in de buurt- en de nachtbussen.

#### Dalvoordeel Noord-Nederland
Vanaf 1 januari 2018 is een nieuw dalkortingsproduct voor de OV-chipkaart te koop bij Qbuzz en Arriva: Dalvoordeel Noord-Nederland. Met dit product reizen klanten tijdens daluren in de provincies Friesland, Groningen en Drenthe met 40% korting in de bussen van Qbuzz en Arriva. Dalvoordeel Noord-Nederland is ook geldig in de treinen van Arriva in Groningen en Friesland. Dalvoordeel Noord-Nederland kost €25 en is 12 maanden geldig.
Dalvoordeel Noord-Nederland is doordeweeks geldig in de bussen vóór 7:00 uur en na 9:00 uur. In de treinen van Arriva in Groningen en Friesland is Dalvoordeel doordeweeks geldig vóór 6:30 uur en na 9:00 uur. In het weekend en op nationale feestdagen geldt Dalvoordeel Noord-Nederland de hele dag.

### OVpay
Sinds augustus 2022 is in Groningen en Drenthe het inchecken met de bankpas mogelijk, na een testperiode in enkele stadsbussen. Sinds juli 2024 is het mogelijk om met leeftijdskorting te reizen.

## Bestuur
Het dagelijks bestuur van het OV-bureau wordt gevormd door de gedeputeerden van verkeer en mobiliteit van de provincies Groningen en Drenthe en de wethouder van verkeer en vervoer van de gemeente Groningen. Het dagelijks bestuur bestaat momenteel uit:
- Erik Jan Bennema, namens de provincie Groningen
- Philip Broeksma, namens de gemeente Groningen
- Henk Jumulet, namens de provincie Drenthe

Naast het dagelijks bestuur is er ook een algemeen bestuur, wat verantwoordelijk is voor het strategisch beleid van het OV-bureau. Het algemeen bestuur stelt jaarlijks de financiële stukken vast, zoals de begroting en de jaarrekening. De leden van het dagelijks bestuur zijn ook lid van het algemeen bestuur.
Erik Jan Bennema is momenteel de voorzitter van zowel het dagelijks als het algemeen bestuur. De directeur van het OV-bureau fungeert als secretaris.

### Directeuren
1. Diny Bosvelt (15 juni 2005 - 1 juni 2007)[21][22]
2. Hans Schrikkema (1 juni 2007 - 1 februari 2009)
3. Jan van Selm (1 februari 2009 - 1 februari 2018)[23]
4. Wilko Mol (september 2018 - 1 oktober 2021)[24]
5. Rosalinde Hoorweg (1 januari 2022 - heden)[25]

Erwin Stoker was tussen 1 oktober 2021 en 1 januari 2022 interim-directeur, net als tussen 1 februari 2018 en september 2018.

## Begroting
Sinds 2011 heeft het OV-bureau Groningen Drenthe een niet-sluitende begroting. Over het jaar 2011 bedroeg het verlies ongeveer 8 miljoen euro. Om de situatie te verbeteren werd op 22 mei 2012 een voorstel voor de dienstregelingen en tarieven gepresenteerd waarin genoeg bezuinigingen verwerkt waren om de begroting weer sluitend te krijgen. De definitieve keuzes werden op 12 juli 2012 vastgesteld in de vergadering van het dagelijks bestuur van het OV-bureau. Over het jaar 2011 bleek achteraf nog eens 1,3 miljoen euro verlies te zijn geleden. Dat werd veroorzaakt door een verkeerde inschatting van de kosten door het OV-bureau Groningen-Drenthe.